# Kosmo
Kosmo fue un programa de Sistemas de Información Geográfica (SIG) distribuido bajo licencia GNU/GPL con funcionalidades avanzadas. Es el primer componente de una serie de desarrollos que están en marcha y que, a partir de ahora, irán siendo puestos a disposición de toda la comunidad.
Kosmo ha sido implementado usando el lenguaje de programación Java y está desarrollado a partir de la plataforma JUMP y de una larga serie de bibliotecas de código libre de reconocido prestigio y empleadas en multitud de proyectos de software libre entre las que destacan Geotools y JTS. Está disponible para los sistemas operativos Windows y Linux. 
Se trata de una herramienta capaz de visualizar y procesar datos espaciales, que se caracteriza por poseer una interfaz de usuario amigable, tener la capacidad de acceder a múltiples formatos de datos, tanto vectoriales (en fichero, como Shapefile o DXF, o en base de datos, como PostgreSQL, MySQL u Oracle), como ráster (TIFF, GeoTIFF, ECW, MrSID u otros formatos de imagen georreferenciados, como BMP, GIF, JPG, PNG), con capacidad de edición y, en general, ofreciendo numerosas utilidades al usuario SIG.
Una de sus características principales es la posibilidad de ampliar su funcionalidad basándose en extensiones.
El idioma principal en el que se desarrolla Kosmo es el español, estando también disponible en inglés, portugués, ruso, italiano y alemán.
Kosmo ha sido desarrollado por la empresa SAIG S.L. Archivado el 30 de junio de 2010 en Wayback Machine. (Sistemas Abiertos de Información Geográfica, S.L.) y está distribuido bajo la licencia GNU_GPL.